# Õismäe

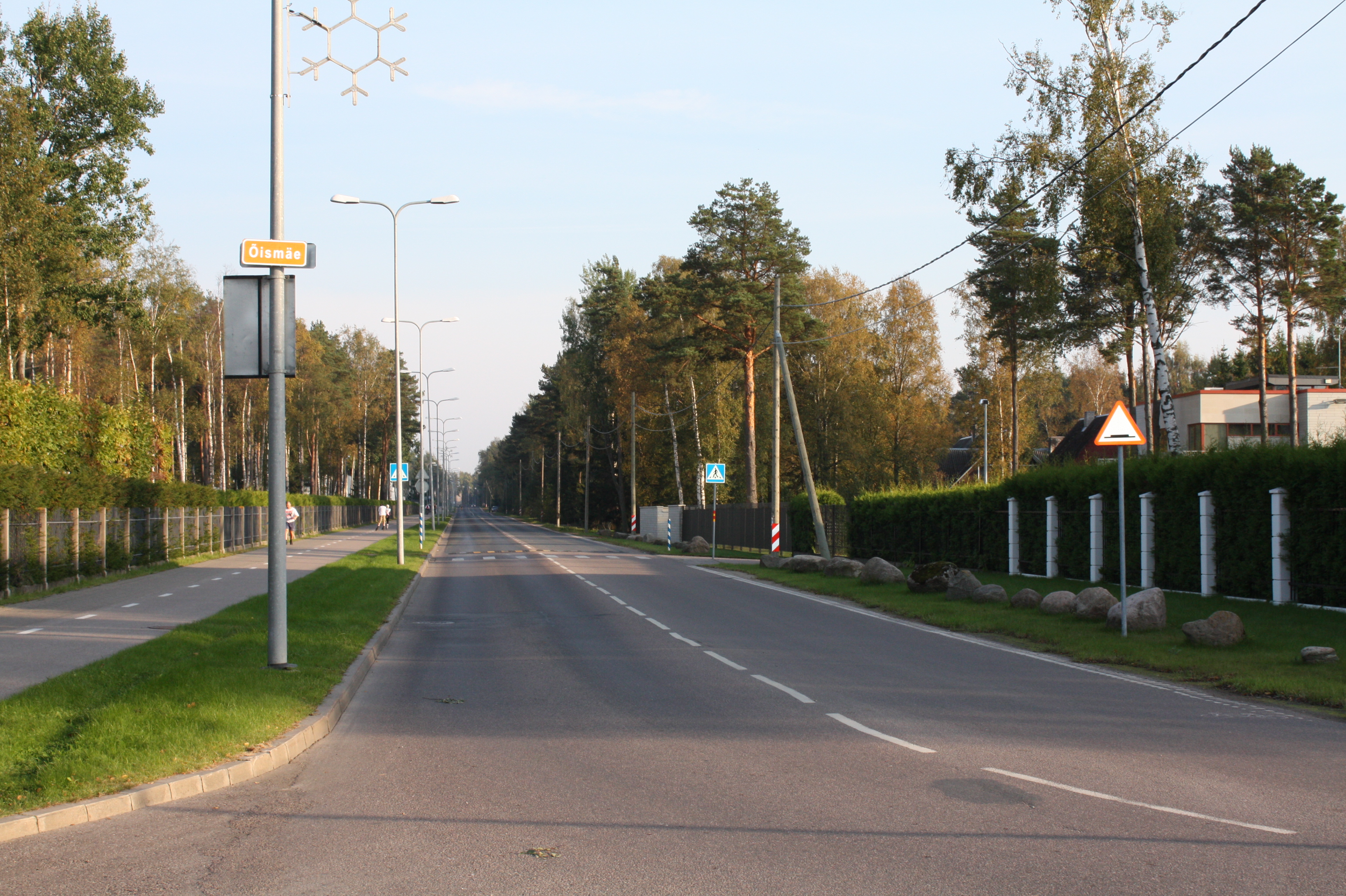
Õismäe

Õismäe är en stadsdel i Tallinn, belägen i Haabersti-distriktet i stadens västra del vid Koplibukten. Befolkningen uppgick till 1 242 invånare i januari 2017. Namnet betyder "Blomkulle" på estniska.
Õismäe ligger mellan Koplibukten och Harkusjön i Tallinns västra utkant. Platsen omnämns som Laddienpäh, Lapwenpe eller Ladenpe under 1400-talet. 1697 omnämns en by i trakten som Eismeggi och på Ludwig August Mellins karta från 1798 kallas orten Essemeggi. 1958 blev den östra delen av byn Õismäe införlivad med Tallinns stad och 1975 slogs även den kvarvarande delen samman med Tallinn. Området är idag en glesbebyggd villastadsdel och trädgårdsstad i Tallinns västra utkant.